# Jean Calas
Jean Calas, trgovec iz Toulousa, žrtev pristranskega procesa, na katerem je bil kot protestant obsojen na smrt, * 1698, † 1762.
Jean Calas je živel in delal v katoliškem Toulousu kot trgovec. Cela družina je bila protestantska, kar je bilo v državi, katere uradna religija je bila katolicizem dokaj nevarno. V tistem času je namreč država kratila človekove pravice protestantom. 
To je prisililo Louisa, enega od Calasovih sinov, da je leta 1756 sprejel katoliško vero. To je Jeana Calasa močno ujezilo, 13. oktobra 1761 pa so v njegovi hiši našli mrtvega drugega sina, Marca-Antoina. Po Toulousu so se začele širiti govorice, da je drugega sina ubil Jean Calas sam, saj naj bi tudi ta hotel prestopiti v katolicizem. Na zaslišanju je družina najprej trdila, da je Marca-Antoina ubil ropar, kasneje pa so spremenili zgodbo. Po tej zgodbi naj bi sina našli obešenega, ker pa je samomor takrat veljal za največji greh, so ga položili na tla in inscenirali umor. 
9. marca 1762 je sodišče v Toulousu obsodilo Jeana Calasa na smrt na kolesu smrti. Kljub njegovim izjavam o nedolžnosti in posredovanju pisatelja Voltaira, ki je zaman poskušal doseči pomilostitev, je 10. marca 1762 Jean Calas umrl mučeniške smrti. 
Njegova smrt je postala sinonim za versko nestrpnost nad nekatoličani, saj naj bi bil eden od vzrokov za obsodbo ta, da so Jeana Calasa označili kot protestantskega fanatika. 
9. marca 1765 so na ponovnem sojenju posmrtno spoznali Jeana Calasa za nedolžnega.